# Szertartások feljegyzései
A Szertartások feljegyzései (vagy: Szertartások könyve) a Csou (Zhou)-kori Kínának, a konfuciánus értékek szerint kívánatosnak tartott társadalmi normáival, adminisztrációjával, szertartásaival kapcsolatos írások antológiája. A mű összeállítását a hagyomány magának Konfuciusznak tulajdonítja, ám a modern szövegkritikai vizsgálatok alapján biztosan állítható, hogy a különböző korból származó szövegek zöme nem származhat az i. e. 5. századból. Mindezzel együtt a konfucianizmus legfontosabb alapműveit tartalmazó, az úgynevezett Öt klasszikus sorába emelték.

## Története
A Szertartások feljegyzései tartalmazta szövegeknek a szerzősége és a keletkezési kora egyaránt bizonytalan. Különböző művekből és korokból származó írások egybegyűjtésével állíthatták elő valamikor a Han-kor elején. Ugyanis ez a mű volt az egyike azoknak, amelyek a leginkább megsínylették az i. e. 213-ban Csin Si Huang-ti (Qin Shi Huangdi) által elrendelt könyvégetést, melynek célja az volt, hogy a Csou (Zhou)-kori konfuciánus hagyományokra hivatkozó arisztokrácia előjogait az első császár eltörölje. A Csin (Qin)-dinasztia bukását követően, a Han-dinasztia első uralkodói minden tőlük telhetőt elkövettek, hogy rekonstruálják a megsemmisült műveket, és ennek a kései kompilációnak a nyomai fedezhetők fel a Szertartások feljegyzéseinek szövegein. Az első rekonstrukciót követően is számos alkalommal átdolgozták a művet. A Szuj (Sui)-dinasztia hivatalos történeti művében, a Szuj su (Sui shu)ban (《隋書》) leírtak szerint Taj Tö (Dai De) (戴德) az i. e. 1. században átdolgozta a szöveget, és az akkori 214 könyvet (ti. fejezetet) 85-re csökkentette. Ezt követően az öccse, Taj Seng (Dai Sheng) (戴聖) tovább „karcsúsította”, amely így már csak 46 könyvet tartalmazott. Ma Zsung (Ma Rong) (馬融; 79–166) ehhez a változathoz csatolt még további három könyvet (6., 14., 19.), és öntötte ezzel abba a végleges, 49 könyvből (ti. fejezetből) álló formába, amilyennek a Szertartások feljegyzései ma ismert.
A Szertartások feljegyzéseinek két darabja, a 31. és a 42. külön figyelmet érdemel. A közép mozdulatlansága (Csung jung (Zhong yong) 《中庸》) és A nagy tanítás (Ta hszüe (Da xue) 《大學》) című rövid írásokat, a Szung (Song)-kori konfuciánus filozófus és filológus, Csu Hszi (Zhu Xi) (朱熹; 1130–1200) kiemelte a műből, kommentárokkal ellátva a konfuciánus kánonnak az úgynevezett „négy könyv” (sze su (si shu) 《四書》) csoportjába helyezte a Beszélgetések és mondások, valamint Menciusz műve mellé.

## Külső hivatkozás
- The Book of Rites (kínaiul és angolul)
- Confucian Documents (angolul)
- Liji 禮記 "The Book of Rites", Ulrich Theobald, Chinese Literature, 24 July 2010.